# Niphoparmena grossepunctata
Niphoparmena grossepunctata là một loài bọ cánh cứng trong họ Cerambycidae.